# Efecte túnel

Fig.1 Representació animada de l'efecte túnel d'una ona d'electrons

L'efecte túnel quàntic és un efecte de la mecànica quàntica que permet transicions a través d'un nivell d'energia prohibit per la mecànica clàssica. També es pot generalitzar a altres transicions prohibides per la mecànica clàssica. Normalment, aquest efecte s'observa a petita escala, en què les partícules presenten una dualitat ona-partícula.

## Què és
El nom de túnel li ve del fet que la partícula, per exemple un electró, pot travessar una barrera de potencial d'una alçària superior a la seva pròpia energia, com si pogués fer un túnel energètic a través de la barrera de potencial. Aquest efecte és impossible en la mecànica clàssica.

Fig.1 Representació teòrica animada de l'efecte túnel

Un exemple clàssic n'és el d'una bola atrapada dins un recipient. Per sortir del recipient, la bola hauria de pujar fins allà on acaba el recipient i després baixar pel costat de fora. Això és el que hauria de fer la bola en la mecànica clàssica, però en la mecànica quàntica la bola, en certes circumstàncies, pot travessar el recipient i sortir-ne, com si hagués fet un túnel en el recipient.
S'ha de considerar que encara que l'electró en l'efecte túnel es comporti com una ona, ja que si fos una partícula no podria travessar la barrera de potencial, quan interacciona amb el medi pot ser detectat com una partícula. Un altre fet que s'ha de tenir en compte és que la distància que és capaç de penetrar, fent el túnel, sempre serà de l'ordre de les dimensions de la partícula, per tant la distància serà de dimensions atòmiques.

## Origen
L'efecte túnel va ser descobert per George Gamow l'any 1928. Més tard, Max Born va reconèixer que aquest efecte no està restringit a la física nuclear, sinó que es troba en diferents sistemes.

## Aplicacions
Algunes de les aplicacions que se li han trobat a l'efecte túnel són les següents:
- Per a dispositius semiconductors, es crea un díode túnel a partir d'aquest efecte i s'utilitza en circuits electrònics que necessiten una freqüència elevada, ja que la seva resposta a altes freqüències és millor que la dels transistors.
- Fig.3 Funcionament del microscopi electrònicEl microscopi d'efecte túnel. (Vegeu figura 3.)
- S'està investigant per a possibles aplicacions d'aquest efecte en la biofísica quàntica.